# 李文相
李文相（？—619年），隋末起义军领袖，魏郡人。
617年，李密攻克洛口仓，赵、魏以南，江、淮以北，群雄莫不响应，孟让、郝孝德、王德仁及济阴房献伯、上谷王君廓、长平李士才、淮阳魏六兒、李德謙、谯郡張遷、魏郡李文相、谯郡黑社、白社、济北張青特、上洛周比洮、胡驴贼等都归附李密。李密都把他们拜以官爵，使他们各领其众，设置百营簿来管理。李文相号李商胡，聚众五千，据孟津中城；其母霍氏善骑射，自称霍总管。
619年，李世勣被窦建德俘虏后，李世勣和李商胡结为兄弟，入内室拜见霍氏。霍氏哭着对李世勣说：“窦建德丧失道义，怎么能侍奉他呢？”李世勣说：“母亲不要担心，不过一个月，我们就杀了他，一起归唐！”李世勣走后，霍氏让李商胡速战速决。当晚，李商胡召来窦建德妻兄曹旦部下23将，灌醉后杀死他们。曹旦部下高雅贤、阮君明在黄河北岸，李商胡将北岸的三百士兵用四艘大船运过河，船至河中，将三百士兵杀死。其中一位兽医游泳逃到南岸，报告曹旦，曹旦严阵以备。李商胡起事后，派人通知李世勣。李世勣的营地在曹旦近侧，郭孝恪劝李世勣攻打曹旦，李世勣听说曹旦已有准备，便与郭孝恪率数十骑逃走，投奔唐朝。李商胡带精兵二千，击败阮君明。高雅贤退却，李商胡没有追上。之后窦建德攻杀李商胡。